# Терняк, Чаба
Ча́ба Те́рняк (венг. Ternyák Csaba; род. 4 декабря 1953, Фертёсентмиклош, медье Дьёр-Мошон-Шопрон, Венгрия) — венгерский прелат. Титулярный епископ Эминентианы и вспомогательный епископ архиепархии Эстергома-Будапешта с 24 декабря 1992 по 11 декабря 1997. Титулярный архиепископ Эминентианы и секретарь Конгрегации по делам духовенства с 11 декабря 1997 по 15 марта 2007. Архиепископ Эгера с 15 марта 2007.

## Биография
Родился 4 декабря 1953 года в небольшом городе Фертёсентмиклош, медье Дьёр-Мошон-Шопрон. Закончил бенедиктинскую гимназию в городе Дьёр в 1972 году, продолжил обучение в будапештской семинарии. По её окончании рукоположён в священники 21 июня 1979 года. В 1984 году защитил докторскую диссертацию по теологии.
24 декабря 1992 года назначен вспомогательным епископом архиепархии Эстергома, 6 января 1993 года рукоположён в епископы, как титулярный епископ Эминентианы (Eminentiana). Епископским девизом выбрал фразу «Ipsi gloria in sæcula!» (Слава Ему вовеки!). 11 декабря 1997 года стал секретарём Конгрегации по делам духовенства.
15 марта 2007 года был назначен архиепископом Эгера, после ухода в отставку архиепископа Иштвана Шерегея. С 2010 года по 2015 год занимал пост заместителя председателя Конференции католических епископов Венгрии.